# Província de Rize
Rize és una província de Turquia situada a la part nord-est del país, costa oriental de la mar Negra, entre Trebisonda i Artvin. La seva capital és la ciutat de Rize.

## Etimologia
El nom ve del grec ριζα (riza), que significa 'vessants de les muntanyes'. El nom en georgià és Rize (რიზე), el nom en laz és Rizini (რიზინი).

## Geografia
Rize és a la cara nord de la serralada de muntanyes que s'estenen al llarg de la costa de la mar Negra. Orientada al mar, és el lloc més humit de Turquia i Rize és el productor més gran de te del tot el país. La província és principalment rural i també força atractiva, amb les seves valls de muntanyes i elevats yaylas ('prats'). El districte de Çamlıhemşin, en particular, és un dels llocs més populars de Turquia per a practicar el senderisme durant les vacances. A les àrees remotes, les carreteres són escasses i els telefèrics elèctrics s'utilitzen per a transportar gent i subministraments a les muntanyes. Igual que el te, actualment també hi creixen kiwis. Els estius són frescos (mitjana de juliol 22 °C), els hiverns són suaus (mitjana de gener 7 °C) i durant tot l'any hi ha força humitat.
La nova carretera de la costa de la mar Negra fa més accessible Rize, al mateix temps que està rebent crítiques pel seu impacte en la fauna de la costa; des de principis dels primers anys 2000, Rize ha experimentat un augment de visitants de fora de la província, especialment aquells que cerquen d'escapar-se al camp. Aquest augment del turisme ha suscitat preocupacions entre la gent de la zona, pel fet que el mode de vida tradicional i el caràcter verge de les zones naturals dels voltants podrien estar sota amenaça. El governador provincial, Enver Salihoglu (a partir de 2005) ha manifestat la seva oposició a l'expansió de la xarxa de carreteres i ha defensat un enfocament comercial basat en l'apicultura, la piscicultura de truites i el conreu del tes orgànics.
Entre les plantes originàries de la zona s'inclouen: el llorer-cirer (taflan or karamyemiş), la fruita del qual és una petita pruna fosca comestible que deixa una taca fosca a la boca i les dents; el mirtil, que ara mateix es conrea activament; i el te, que òbviament no és originari de la zona, però que hi creix molt bé.

### Geologia
Part de les muntanyes del Pont (muntanyes de la mar Negra oriental) de Rize es van formar en el període del Paleozoic i les valls van ser erosionades del període Cretaci en endavant.

## Història

### Història antiga
Hi ha poca informació pel que fa a la prehistòria d'aquesta regió, que en estar coberta per una densa massa boscosa és difícil d'excavar i mostra poca cosa. Els primers registres que tenim són dels Kulku o Kulha, una comunitat asiàtica que parla una llengua aglutinant, i es tracta d'un nom gravat en un monument deixat pel rei d'Urartu Sarduri II, que conquerí l'àrea per al seu regne (765-735 aC).
Llavors, el 714 aC una tribu de cimmeris va instal·lar-se a les ribes riu Çoruh, fugint de la seva pàtria en el Caucas, que havia estat envaïda per la branca sace dels escites. Els cimmeris s'estengueren per tota Anatòlia i encara avui hi ha molts llocs anomenats Kemer com a testimoni de la seva presència, incloent-hi alguns pobles a Rize. Els saces, mentrestant, s'estengueren cap a l'oest, en direcció a Europa oriental, i el 680 aC derrotaren als últims cimmeris a Geòrgia, però ells mateixos foren vençuts pels medes, que assassinaren Madova, rei dels saces, el 626 aC. Després de la sortida dels saces, l'àrea fou ocupada per diverses tribus de turcs i georgians.

### Antiguitat clàssica
Segons Plini el Vell, des de 670 aC en endavant, l'antiga comunitat grega de Milet establí una sèrie de colònies comercials al llarg de la costa de la mar Negra; una d'aquestes era Rize. Cal dir, però, que aquesta colònia sempre era vulnerable a atacs provinents dels medes, una situació que no va cessar fins que els exèrcits perses van ser derrotats per Alexandre el Gran. Després de la mort d'Alexandre, es va establir a Anatòlia un cert nombre de regnes separats, incloent-hi Bitínia i Capadòcia i, en aquesta banda del mar Negre oriental, el Regne del Pont. Rize va ser incorporada al Regne del Pont per Farnaces I el 180 aC.
El regne va ser absorbit per l'Imperi Romà entre el 10 aC i el 395, quan va passar als romans d'Orient. En aquella època, diversos escriptors, entre els quals Plini el Vell i l'aventurer romà Flavi Arrià, descrivien els habitants de la zona com a lazis.

### Època medieval
Durant tot el període medieval, aquells territoris van estar sota domini romà d'Orient i van mantenir una majoria de població grega.
Les terres altes de Rize, tanmateix, sempre estaven inquietes, i a les darreries de l'any 626 una tribu d'escites, que havien estat desplaçats des dels seus assentaments, en llunyanes terres orientals, pels perses, va venir a instal·lar-se en l'àrea que actualment és el districte d'Hemşin.
Hi va haver un curt període de dominació turca a la regió a finals del segle xi, després de la derrota dels romans d'Orient en la batalla de Mantziciert, i el riu Çoruh. S'incorporà llavors a un dels beilicats d'Anatòlia després de la derrota del Regne de Geòrgia al setge de Posof el 1080.
Un gran nombre de turcs van venir a instal·lar-se al llarg de la costa, incloent-hi un important nombre de turcs cumans. Però era encara principalment una regió de parla grega. L'àrea va ser recuperada pels romans d'Orient el 1098 durant les croades i més tard, després del saqueig de Constantinoble en la Quarta Croada de 1204, la mateixa família imperial romana d'Orient va marxar a la rodalia de Trebisonda, on va establir l'Imperi de Trebisonda, del qual Rize en formava part.
Tanmateix, l'àrea havia estat en gran part poblada per turcs, i aquesta comunitat hi va romandre. Els romans d'Orient van mantenir merament una base a Rize.

### L'era turca
Els turcs que hi havia a l'àrea eren de diverses tribus d'Anatòlia, tots ells sota el paraigua seljúcida, però amb graus variables de lleialtat i satisfacció; hi havia nombroses rebel·lions i revoltes.
Aquesta època va acabar quan l'Imperi de Trebisonda començava a pagar tribut a l'Imperi Otomà el 1456, i llavors l'exèrcit otomà, dirigit per soldà Mehmet II, s'annexionà Trebisonda el 1461. Rize queia el 1470, en el que fou l'últim alè de l'Imperi Romà.
Des de finals del segle xvii en endavant, l'administració otomana construí molts i elegants ponts sobre el riu Fırtına i els seus afluents.
La província fou escenari de batalles entre exèrcits otomans i russos durant la campanya del Caucas de la Primera Guerra Mundial i fou ocupada per les forces russes entre 1916 i 1918. Retornà a mans ptomanes amb el tractat de Brest-Litovsk el 1918.
Des de 1924 en endavant, Rize ha estat una província de la República de Turquia. Lentament, els noms grecs dels pobles i districtes s'estan canviant per noms turcs (Pilihoz és ara Dumankaya, Mapavri és Çayeli, etc.). Tanmateix, els antics noms encara són d'ús comú, especialment entre les generacions més grans, i poden ser vists en els rètols de botigues, parades de taxis i arreu, mentre que altres noms que provenen de l'era pòntica (com ara Askoroz, Peripol i, naturalment, el mateix nom de Rize) són encara en ús.
Fins que es va començar a plantar te durant els anys 1940, la zona era una àrea pobra a l'extrem final del país, on només hi havia la Unió Soviètica, ja més enllà de teló d'acer. Molta gent de Rize va marxar per buscar feina a Istanbul o a l'estranger.

### Vida a Rize avui
La mateixa vila de Rize és una tranquil·la ciutat costanera, situada en una estreta franja de terra plana, entre les muntanyes i el mar. Avui l'àrea és més rica, tot i que hi ha un important contrast entre l'estil de vida de la gent a la relativament rica ciutat de Rize, i el dels pobles remots, on les cases de fusta s'enfilen pels costeruts pendents, amb la pluja que hi cau a plom. La província es coneix a Turquia per la producció de te de Rize, una varietat específica de te negre. La província de Rize és el lloc d'origen de la família del primer ministre de Turquia Recep Tayyip Erdoğan.

## Cultura

### Cuina

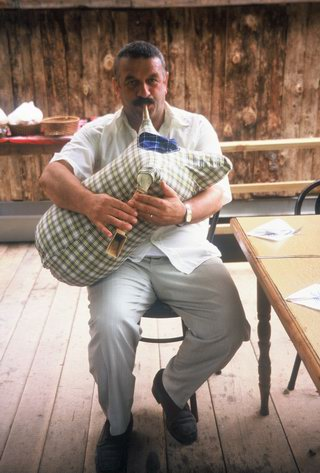
Un músic de tulum a Ardeşen

La cuina tradicional a la ciutat és força rica i l'anxova és l'ingredient bàsic de molts dels plats propis de la regió. Les sopes, amanides, arròs pilaf i, fins i tot les postres, estan fets d'anxova. Alguns dels plats típics són hamsi buğulama (anxova bullida), fregit d'anxova, i hamsi köfte (mandonguilles d'anxova). La lahana çorbası (sopa de col), kuymak (fet de formatge, farina de blat de moro i mantega) i pide cobert amb diversos farcits són també altres menges locals.

### Danses folklòriques i vestits tradicionals
Els ballarins folklòrics ballen horon d'una manera ben enèrgica, quan és acompanyat pel kemençe. Tanmateix, en aquesta dansa folklòrica també poden ser acompanyats pel tulum o el kaval. Els ballarins folklòrics porten vestits tradicionals mentre ballen l'horon. Els homes porten camisa, armilla, jaqueta, zipka (pantalons fets de llana i recollits als genolls) i botes negres. A les jaquetes duen brodats d'argent, amulets hemayils amb expressions religioses ficades a dins d'aquests petits contenidors d'argent, per tal de ser protegits contra el mal d'ull. D'altra banda, les ballarines porten vestits molt colorits i mocadors tradicionals al cap, pintats a mà, que inclouen diversos motius.

### Artesania
Rize ofereix una varietat rica d'artesania tradicional i records fets a mà per als visitants. Alguns són objectes de coure, cistells de vímet, mitjons, motxilles i culleres fetes de fusta de boix.

## Districtes
La província de Rize es divideix en 12 districtes (el districte de la capital apareix en negreta):
- Ardeşen
- Çamlıhemşin
- Çayeli,
- Derepazarı
- Fındıklı
- Güneysu
- Hemşin
- İkizdere
- İyidere
- Kalkandere
- Pazar
- Rize